# Chiesa Regina Paradisi
La chiesa Regina Paradisi (o chiesa Regina Paradisi ai Guantai) è una delle chiese ottocentesche di Napoli, sita nella zona dei Guantai-Nazareth, nel quartiere di Chiaiano, sulle pendici della collina dei Camaldoli.

## Storia e descrizione
Il tempio fu fondato nel 1877 ed il 1º novembre 1991 è stato riaperto al culto grazie alla generosità dei fedeli, che ne hanno permesso il restauro e il consolidamento dopo un lungo periodo di abbandono; infatti, fino ad allora, la chiesa versava in uno stato di profondo degrado a causa dell'azione del tempo, degli eventi bellici, ma soprattutto dell'incuria degli uomini.
L'edificio, sebbene non possa vantare notevoli dimensioni o raffinati interni come altre basiliche e chiese della città, custodisce comunque una notevole opera: l'immagine della Madonna, che riproduce un affresco venerato a Sieti, le cui prime notizie scritte rimontano al 1480.
L'opera, di artista ignoto, ricorda una miracolosa lacrimazione di sangue.